# 全豪オープン男子ダブルス優勝者一覧
全豪オープン男子ダブルス優勝者一覧（ぜんごうオープンだんしダブルスゆうしょうしゃいちらん）は、全豪オープン男子ダブルスにおける優勝者の一覧である。
| 年          | 優勝者                                            | 準優勝者                                          | 試合結果 （スコア）      | 備考                                        |
| ----------- | ------------------------------------------------- | ------------------------------------------------- | ------------------------ | ------------------------------------------- |
| 1905年      | ランドルフ・ライセット トム・タッチェル           | E・T・バーナード B・スペンス                      | 11-9 8-6 1-6 4-6 6-1     |                                             |
| 1906年      | アンソニー・ワイルディング ロドニー・ヒース       | ハリー・パーカー セシル・コックス                 | 6-2 6-4 6-2              |                                             |
| 1907年      | ハリー・パーカー ビル・グレッグ                   | ホーレス・ライス ジョージ・ライト                 | 6-2 3-6 6-3 6-2          |                                             |
| 1908年      | フレッド・アレクサンダー アルフレッド・ダンロップ | アンソニー・ワイルディング トム・クルックス       | 1-6 6-1 6-1 9-7          |                                             |
| 1909年      | アーニー・パーカー J・V・キーン                   | アンソニー・ワイルディング G・G・シャープ         | 6-3 6-2 6-1              |                                             |
| 1910年      | ホーレス・ライス アシュレー・キャンベル           | ロドニー・ヒース J・L・オディー                   | 6-3 6-3 6-2              |                                             |
| 1911年      | ロドニー・ヒース ランドルフ・ライセット           | ノーマン・ブルックス J・J・アディソン             | 6-2 7-5 6-0              |                                             |
| 1912年      | ジェームズ・パーク チャールズ・ディクソン         | アルフレッド・ビーミッシュ ゴードン・ロウ         | 6-4 6-4 6-2              |                                             |
| 1913年      | アーニー・パーカー アルフ・ヘデマン               | ハリー・パーカー ロイ・テーラー                   | 8-6 4-6 6-4 6-4          |                                             |
| 1914年      | ジェラルド・パターソン アシュレー・キャンベル     | ロドニー・ヒース アーサー・オハラウッド           | 7-5 3-6 6-3 6-3          |                                             |
| 1915年      | ホーレス・ライス クラレンス・トッド               | バート・セント・ジョン ゴードン・ロウ             | 8-6 6-4 7-9 6-3          |                                             |
| 1916年-18年 | 大会開催なし                                      | 大会開催なし                                      | 大会開催なし             | 大会開催なし                                |
| 1919年      | パット・オハラウッド ロナルド・トーマス           | ジェームズ・アンダーソン アーサー・ロウ           | 7-5 6-1 7-9 3-6 6-3      |                                             |
| 1920年      | パット・オハラウッド ロナルド・トーマス           | ホーレス・ライス ロイ・テーラー                   | 6-1 6-0 7-5              |                                             |
| 1921年      | リス・ゲメル スタンレー・イートン                 | ノーマン・ブリアリー E・ストークス                | 6-4 6-3 3-6 6-0          |                                             |
| 1922年      | ジェラルド・パターソン ジョン・ホークス           | ジェームズ・アンダーソン ノーマン・ピーチ         | 8-10 6-0 6-0 7-5         |                                             |
| 1923年      | パット・オハラウッド バート・セント・ジョン       | ホーレス・ライス ダドリー・ブロー                 | 6-4 6-3 3-6 6-0          |                                             |
| 1924年      | ノーマン・ブルックス ジェームズ・アンダーソン     | ジェラルド・パターソン パット・オハラウッド       | 6-2 6-4 6-3              |                                             |
| 1925年      | ジェラルド・パターソン パット・オハラウッド       | ジェームズ・アンダーソン フレッド・カームズ       | 6-4 8-6 7-5              |                                             |
| 1926年      | ジェラルド・パターソン ジョン・ホークス           | ジェームズ・アンダーソン パット・オハラウッド     | 6-1 6-4 6-2              |                                             |
| 1927年      | ジェラルド・パターソン ジョン・ホークス           | パット・オハラウッド イアン・マキンズ             | 8-6 6-2 6-1              |                                             |
| 1928年      | ジャン・ボロトラ ジャック・ブルニョン             | ジム・ウィラード エドガー・ムーン                 | 6-2 4-6 6-4 6-4          |                                             |
| 1929年      | ジャック・クロフォード ハリー・ホップマン         | ジャック・カミングス エドガー・ムーン             | 6-1 6-8 4-6 6-1 6-3      |                                             |
| 1930年      | ジャック・クロフォード ハリー・ホップマン         | ジョン・ホークス ティム・フィチェット             | 8-6 6-1 2-6 6-3          |                                             |
| 1931年      | チャールズ・ドノホー レイ・ダンロップ             | ジャック・クロフォード ハリー・ホップマン         | 8-6 6-2 5-7 7-9 6-4      |                                             |
| 1932年      | ジャック・クロフォード エドガー・ムーン           | ハリー・ホップマン ジェラルド・パターソン         | 4-6 6-4 12-10 6-3        |                                             |
| 1933年      | エルスワース・バインズ キース・グレッドヒル       | ジャック・クロフォード エドガー・ムーン           | 6-4 10-8 6-2             |                                             |
| 1934年      | フレッド・ペリー ジョージ・ヒューズ               | エイドリアン・クイスト ドン・ターンブル           | 6-8 6-3 6-4 3-6 6-3      |                                             |
| 1935年      | ジャック・クロフォード ビビアン・マグラス         | フレッド・ペリー ジョージ・ヒューズ               | 6-4 8-6 6-2              |                                             |
| 1936年      | エイドリアン・クイスト ドン・ターンブル           | ジャック・クロフォード ビビアン・マグラス         | 6-8 6-2 6-1 3-6 6-2      |                                             |
| 1937年      | エイドリアン・クイスト ドン・ターンブル           | ジョン・ブロムウィッチ ジャック・ハーパー         | 6-2 9-7 1-6 6-8 6-4      |                                             |
| 1938年      | エイドリアン・クイスト ジョン・ブロムウィッチ     | ゴットフリート・フォン・クラム ヘンナー・ヘンケル | 7-5 6-4 6-0              |                                             |
| 1939年      | エイドリアン・クイスト ジョン・ブロムウィッチ     | ドン・ターンブル コリン・ロング                   | 6-4 7-5 6-2              |                                             |
| 1940年      | エイドリアン・クイスト ジョン・ブロムウィッチ     | ジャック・クロフォード ビビアン・マグラス         | 6-3 7-5 6-1              |                                             |
| 1941年-45年 | 大会開催なし                                      | 大会開催なし                                      | 大会開催なし             | 大会開催なし                                |
| 1946年      | エイドリアン・クイスト ジョン・ブロムウィッチ     | マックス・ニューカム レナード・シュワルツ         | 6-3 6-1 9-7              |                                             |
| 1947年      | エイドリアン・クイスト ジョン・ブロムウィッチ     | フランク・セッジマン ジョージ・ワーシントン       | 6-1 6-3 6-1              |                                             |
| 1948年      | エイドリアン・クイスト ジョン・ブロムウィッチ     | フランク・セッジマン コリン・ロング               | 1-6 6-8 9-7 6-3 8-6      |                                             |
| 1949年      | エイドリアン・クイスト ジョン・ブロムウィッチ     | ジェフ・ブラウン ウィリアム・シッドウェル         | 1-6 7-5 6-2 6-3          |                                             |
| 1950年      | エイドリアン・クイスト ジョン・ブロムウィッチ     | ヤロスラフ・ドロブニー エリック・スタージェス     | 6-3 5-7 4-6 6-3 8-6      |                                             |
| 1951年      | フランク・セッジマン ケン・マグレガー             | エイドリアン・クイスト ジョン・ブロムウィッチ     | 11-9 2-6 6-3 4-6 6-3     | セッジマン&マグレガー組の年間グランドスラム |
| 1952年      | フランク・セッジマン ケン・マグレガー             | メルビン・ローズ ドン・キャンディ                 | 6-4 7-5 6-3              |                                             |
| 1953年      | ケン・ローズウォール ルー・ホード                 | メルビン・ローズ ドン・キャンディ                 | 9-11 6-4 10-8 6-4        |                                             |
| 1954年      | メルビン・ローズ レックス・ハートウィグ           | ニール・フレーザー クライブ・ウィルダースピン     | 6-3 6-4 6-2              |                                             |
| 1955年      | ビック・セイシャス トニー・トラバート             | ケン・ローズウォール ルー・ホード                 | 6-4 6-2 2-6 3-6 6-1      |                                             |
| 1956年      | ケン・ローズウォール ルー・ホード                 | メルビン・ローズ ドン・キャンディ                 | 10-8 13-11 6-4           |                                             |
| 1957年      | ルー・ホード ニール・フレーザー                   | アシュレー・クーパー マルコム・アンダーソン       | 6-3 8-6 6-4              |                                             |
| 1958年      | アシュレー・クーパー ニール・フレーザー           | ロイ・エマーソン ボブ・マーク                     | 7-5 6-8 3-6 6-3 7-5      |                                             |
| 1959年      | ロッド・レーバー ボブ・マーク                     | ロバート・ハウ ドン・キャンディ                   | 9-7 6-4 6-2              |                                             |
| 1960年      | ロッド・レーバー ボブ・マーク                     | ロイ・エマーソン ニール・フレーザー               | 1-6 6-2 6-4 6-4          |                                             |
| 1961年      | ロッド・レーバー ボブ・マーク                     | ロイ・エマーソン マーティン・マリガン             | 6-3 7-5 3-6 9-11 6-2     |                                             |
| 1962年      | ロイ・エマーソン ニール・フレーザー               | ボブ・ヒューイット フレッド・ストール             | 4-6 4-6 6-1 6-4 11-9     |                                             |
| 1963年      | フレッド・ストール ボブ・ヒューイット             | ジョン・ニューカム ケン・フレッチャー             | 6-2 3-6 6-3 3-6 6-3      |                                             |
| 1964年      | フレッド・ストール ボブ・ヒューイット             | ロイ・エマーソン ケン・フレッチャー               | 6-4 7-5 3-6 4-6 14-12    |                                             |
| 1965年      | ジョン・ニューカム トニー・ローチ                 | ロイ・エマーソン フレッド・ストール               | 3-6 4-6 13-11 6-3 6-4    |                                             |
| 1966年      | ロイ・エマーソン フレッド・ストール               | ジョン・ニューカム トニー・ローチ                 | 7-9 6-3 6-8 14-12 12-10  |                                             |
| 1967年      | ジョン・ニューカム トニー・ローチ                 | オーウェン・デビッドソン ビル・ボウリー           | 3-6 6-3 7-5 6-8 8-6      |                                             |
| 1968年      | ディック・クリーリー アラン・ストーン             | テリー・アディソン レイ・ケルディー               | 10-8 6-4 6-3             |                                             |
| 1969年      | ロッド・レーバー ロイ・エマーソン                 | ケン・ローズウォール フレッド・ストール           | 6-4 6-4                  | 「オープン化」制度で行われた最初の大会      |
| 1970年      | スタン・スミス ボブ・ルッツ                       | ジョン・アレクサンダー フィル・デント             | 8-6 6-3 6-4              |                                             |
| 1971年      | ジョン・ニューカム トニー・ローチ                 | トム・オッカー マーティー・リーセン               | 6-2 7-6                  |                                             |
| 1972年      | ケン・ローズウォール オーウェン・デビッドソン     | ロス・ケース ジェフ・マスターズ                   | 3-6 7-6 6-3              |                                             |
| 1973年      | ジョン・ニューカム マルコム・アンダーソン         | ジョン・アレクサンダー フィル・デント             | 6-3 6-4 7-6              |                                             |
| 1974年      | ロス・ケース ジェフ・マスターズ                   | ボブ・ギルティナン シド・ボール                   | 6-7 6-3 6-4              |                                             |
| 1975年      | ジョン・アレクサンダー フィル・デント             | アラン・ストーン ロバート・カーマイケル           | 6-3 7-6                  |                                             |
| 1976年      | ジョン・ニューカム トニー・ローチ                 | ロス・ケース ジェフ・マスターズ                   | 7-6 6-4                  |                                             |
| 1977年      | アーサー・アッシュ トニー・ローチ                 | ロス・ケース ジェフ・マスターズ                   | 6-7 6-3 6-1              | 1月開催、本年度1回目                        |
| 1977年      | レイ・ラッフェルズ アラン・ストーン               | ジョン・アレクサンダー フィル・デント             | 7-6 7-6                  | 12月開催、本年度2回目                       |
| 1978年      | ヴォイチェフ・フィバク キム・ウォーウィック       | ポール・クロンク クリフ・レッチャー               | 7-6 7-5                  |                                             |
| 1979年      | ピーター・マクナマラ ポール・マクナミー           | ポール・クロンク クリフ・レッチャー               | 7-6 6-2                  |                                             |
| 1980年      | マーク・エドモンドソン キム・ウォーウィック       | ピーター・マクナマラ ポール・マクナミー           | 7-5 6-4                  |                                             |
| 1981年      | マーク・エドモンドソン キム・ウォーウィック       | ジョン・サドリ ハンク・プフィスター               | 6-3 6-7 6-3              |                                             |
| 1982年      | ジョン・アレクサンダー ジョン・フィッツジェラルド | ジョン・サドリ アンディ・アンドリュース           | 6-4 7-6                  |                                             |
| 1983年      | マーク・エドモンドソン ポール・マクナミー         | スティーブ・デントン シャーウッド・スチュワート   | 6-3 7-6                  |                                             |
| 1984年      | マーク・エドモンドソン シャーウッド・スチュワート | マッツ・ビランデル ヨアキム・ニーストロム         | 6-2 6-2 7-5              | 最大5セット・マッチ（2001年まで）           |
| 1985年      | ポール・アナコーン クリスト・バン・レンスバーグ   | マーク・エドモンドソン キム・ウォーウィック       | 3-6 7-6 6-4 6-4          | この年まで12月開催                          |
| 1986年      | 大会開催なし                                      | 大会開催なし                                      | 大会開催なし             | 大会開催なし                                |
| 1987年      | ステファン・エドベリ アンダース・ヤリード         | ピーター・ドゥーハン ローリー・ウォーダー         | 6-4 6-4 7-6              | 1月開催、クーヨン・テニスクラブにて         |
| 1988年      | リック・リーチ ジム・ピュー                       | ジェレミー・ベイツ ピーター・ルンドグレン         | 6-3 6-2 6-3              | メルボルン・パークへ会場移転                |
| 1989年      | リック・リーチ ジム・ピュー                       | マーク・クラッツマン ダレン・カーヒル             | 6-4 6-4 6-4              |                                             |
| 1990年      | ピーター・アルドリッチ ダニー・ヴィッサー         | グラント・コネル グレン・ミチバタ                 | 6-4 4-6 6-1 6-4          |                                             |
| 1991年      | スコット・デービス デビッド・ペイト               | パトリック・マッケンロー デビッド・ウィートン     | 6-7 7-6 6-3 7-5          |                                             |
| 1992年      | トッド・ウッドブリッジ マーク・ウッドフォード     | リック・リーチ ケリー・ジョーンズ                 | 6-4 6-3 6-4              |                                             |
| 1993年      | ダニー・ヴィッサー ローリー・ウォーダー           | ジョン・フィッツジェラルド アンダース・ヤリード   | 6-4 6-3 6-4              |                                             |
| 1994年      | ポール・ハーフース ヤッコ・エルティン             | バイロン・ブラック ジョナサン・スターク           | 6-7 6-3 6-4 6-3          |                                             |
| 1995年      | ジャレッド・パーマー リッチー・レネバーグ         | ダニエル・ネスター マーク・ノールズ               | 6-3 3-6 6-3 6-2          |                                             |
| 1996年      | ステファン・エドベリ ペトル・コルダ               | セバスチャン・ラルー アレックス・オブライエン     | 7-5 7-5 4-6 6-1          |                                             |
| 1997年      | トッド・ウッドブリッジ マーク・ウッドフォード     | セバスチャン・ラルー アレックス・オブライエン     | 4-6 7-5 7-5 6-3          |                                             |
| 1998年      | ヨナス・ビョルクマン ヤッコ・エルティン           | トッド・ウッドブリッジ マーク・ウッドフォード     | 6-2 5-7 2-6 6-4 6-3      |                                             |
| 1999年      | ヨナス・ビョルクマン パトリック・ラフター         | マヘシュ・ブパシ リーンダー・パエス               | 6-3 4-6 6-4 6-7 6-4      |                                             |
| 2000年      | リック・リーチ エリス・フェレイラ                 | ウェイン・ブラック アンドリュー・クラッツマン     | 6-4 3-6 6-3 3-6 18-16    | 「ロッド・レーバー・アリーナ」開場          |
| 2001年      | ヨナス・ビョルクマン トッド・ウッドブリッジ       | バイロン・ブラック デビッド・プリノジル           | 6-1 5-7 6-4 6-4          |                                             |
| 2002年      | マーク・ノールズ ダニエル・ネスター               | ミカエル・ロドラ ファブリス・サントロ             | 7-6 6-3                  | 最大3セット・マッチに戻す                   |
| 2003年      | ミカエル・ロドラ ファブリス・サントロ             | ダニエル・ネスター マーク・ノールズ               | 6-4 3-6 6-3              |                                             |
| 2004年      | ミカエル・ロドラ ファブリス・サントロ             | ボブ・ブライアン マイク・ブライアン               | 7-6 6-3                  |                                             |
| 2005年      | ウェイン・ブラック ケビン・ウリエット             | ボブ・ブライアン マイク・ブライアン               | 6-4 6-4                  |                                             |
| 2006年      | ボブ・ブライアン マイク・ブライアン               | リーンダー・パエス マルティン・ダム               | 4-6 6-3 6-4              |                                             |
| 2007年      | ボブ・ブライアン マイク・ブライアン               | ヨナス・ビョルクマン マックス・ミルヌイ           | 7-5 7-5                  |                                             |
| 2008年      | ジョナサン・エルリック アンディ・ラム             | アルノー・クレマン ミカエル・ロドラ               | 7-5 7-6                  |                                             |
| 2009年      | ボブ・ブライアン マイク・ブライアン               | マヘシュ・ブパシ マーク・ノールズ                 | 2-6 7-5 6-0              |                                             |
| 2010年      | ボブ・ブライアン マイク・ブライアン               | ダニエル・ネスター ネナド・ジモニッチ             | 6-3 6-7 6-3              |                                             |
| 2011年      | ボブ・ブライアン マイク・ブライアン               | マヘシュ・ブパシ リーンダー・パエス               | 6-3 6-4                  |                                             |
| 2012年      | リーンダー・パエス ラデク・ステパネク             | ボブ・ブライアン マイク・ブライアン               | 7-6 6-2                  |                                             |
| 2013年      | ボブ・ブライアン マイク・ブライアン               | ロビン・ハーセ イゴル・セイスリンフ               | 6-3 6-4                  |                                             |
| 2014年      | ルカシュ・クボット ロベルト・リンドステット       | エリック・バトラック レイベン・クラッセン         | 6-3 6-3                  |                                             |
| 2015年      | ファビオ・フォニーニ シモーネ・ボレッリ           | ニコラ・マユ ピエール＝ユーグ・エルベール         | 6-4 6-4                  |                                             |
| 2016年      | ジェイミー・マリー ブルーノ・ソアレス             | ダニエル・ネスター ラデク・ステパネク             | 2–6 6–4 7–5              |                                             |
| 2017年      | ヘンリ・コンティネン ジョン・ピアース             | ボブ・ブライアン マイク・ブライアン               | 7-5 7-5                  |                                             |
| 2018年      | オリバー・マラチ マテ・パビッチ                   | フアン・セバスティアン・カバル ロベルト・ファラ   | 6-4 6-4                  |                                             |
| 2019年      | ピエール＝ユーグ・エルベール ニコラ・マユ         | ヘンリ・コンティネン ジョン・ピアース             | 6-4 7-6(7–1)             |                                             |
| 2020年      | ラジーブ・ラム ジョー・ソールズベリー             | ルーク・サビル マックス・パーセル                 | 6-4 6-2                  |                                             |
| 2021年      | イワン・ドディグ フィリップ・ポラセック           | ラジーブ・ラム ジョー・ソールズベリー             | 6-3 6-4                  |                                             |
| 2022年      | タナシ・コキナキス ニック・キリオス               | マシュー・エブデン マックス・パーセル             | 7-5 6-4                  |                                             |
| 2023年      | ジェイソン・クブラー リンキー・ヒジカタ           | ユーゴ・ニス ヤン・ジェリンスキ                   | 6-4 7-6 (7–4)            |                                             |
| 2024年      | ロハン・ボパンナ マシュー・エブデン               | シモーネ・ボレリ アンドレア・ババソリ             | 7-6 (7–0) 7-5            |                                             |
| 2025年      | ハリ・ヘリオヴァーラ ヘンリー・パッテン           | シモーネ・ボレリ アンドレア・ババソリ             | 6-7 (16–18)7-6 (7–5) 6-3 |                                             |